# Bregnemos-ordenen
Bregnemos-ordenen (Hypnales) er meget omfattende og rummer ca. 45 familier og langt over 100 slægter, som er udbredt over hele verden og som er almindeligt forekommende overalt. Ordenen indeholder hovedparten af de bladmosser, der bærer sporehuse på korte sidegrene (pleurokarpe mosser).
Bregnemos-ordenens arter er krybende, nedliggende planter (stauder). I hovedskuddet har de kun én, reduceret eller helt manglende streng. Hovedskuddet bærer bladagtige sideskud, som bærer skælformede småblade. Disse småblade er ægformede til lancetformede med en manglende eller reduceret bladribbe. Sporehuset sidder på en lang stilk. Sporemunden består altid af to rækker af småtænder. Hætten over sporehuset danner en glat kappe.
Ordenen er udbredt over hele kloden, og arterne danner ofte massebestande på skovbund eller i moser.
Her beskrives kun de af dem, som er repræsenteret ved arter i Danmark.
| Beskrevne familier |

- Amblystegiaceae
- Brachytheciaceae
- Bregnemos-familien (Thuidiaceae)
- Entodontaceae
- Hylocomiaceae

- Hypnaceae
- Lembophyllaceae
- Leskeaceae
- Plagiotheciaceae
- Pterigynandraceae

| Andre familier |

- Anomodontaceae
- Catagoniaceae
- Climaciaceae
- Cryphaeaceae
- Echinodiaceae
- Fabroniaceae
- Fontinalaceae
- Helodiaceae
- Leptodontaceae
- Lepyrodontaceae

- Leucodontaceae
- Meteoriaceae
- Microtheciellaceae
- Myriniaceae
- Myuriaceae
- Neckeraceae
- Orthorrhynchiaceae
- Phyllogoniaceae
- Prionodontaceae
- Pterobryaceae

- Regmatodontaceae
- Rhytidiaceae
- Rutenbergiaceae
- Sematophyllaceae
- Sorapillaceae
- Stereophyllaceae
- Symphyodontaceae
- Theliaceae
- Trachylomataceae